# Baltiïsk
Baltiïsk (en russe : Балтийск ; en allemand : Pillau ; en polonais : Piława ; en lituanien : Piliava), est une ville de l'oblast de Kaliningrad, en Russie. Sa population s'élevait à 32 778 habitants en 2013. Elle est la localité et ville la plus occidentale de Russie.

## Géographie
Baltiïsk se trouve sur la rive du détroit de Baltiïsk, à 40 km à l'ouest de Kaliningrad (anciennement Koenigsberg), dans la partie nord de la presqu'île de la Vistule qui sépare la lagune de la Vistule de la baie de Gdańsk. Située à 1 129 km à l'ouest de Moscou, Baltiïsk est la ville la plus à l'ouest de la Russie.

## Histoire

### Le village prussien
Un village de pêcheurs prussien se développa au XIIIe siècle, en prenant le nom de pils, mot vieux prussien mot pour « fort ». Une forte tempête créa la lagune navigable en face du village le 10 septembre 1510, ce qui favorisa la transformation de Pillau en un port important du duché de Prusse. Un blockhaus a été construit en 1537, suivi par un système d'entrepôts en 1543 et la première fortification en 1550.
Pendant la guerre de Trente Ans, les Suédois occupèrent le port à la suite de leur victoire sur les Polonais-Lituaniens. Le roi Gustave Adolphe y débarqua avec ses renforts en mai 1626. Après le cessez-le-feu d'Altmark (1629), les Suédois conservèrent Pillau et améliorèrent ses fortifications. Ils bâtirent un fort en étoile, qui reste un des monuments de la ville. En 1635, les habitants de Pillau payèrent une rançon de 10 000 thalers, après quoi les forces suédoises remirent la ville à l'électeur de Brandebourg.

### La ville allemande
À la fin du XVIIe siècle, la ville se développa considérablement. Un phare et une église de pierre furent construits. Le tsar Pierre le Grand visita Pillau à trois reprises, la première en 1697, dans le cadre de sa Grande Ambassade en Europe occidentale. Une statue du tsar se trouve à côté du phare. L'hôtel de ville de style baroque fut inauguré en mai 1745 — il fut détruit à la fin de la Seconde Guerre mondiale.
Les forces russes occupèrent la ville pendant la guerre de Sept Ans et y construisirent une petite église orthodoxe. L'événement est commémoré par la statue équestre de l'impératrice Élisabeth (2004). En juin 1807, Pillau fut envahie par la Grande Armée de Napoléon et libérée par le général von Sievers, le 27 janvier 1813. Aucun autre événement significatif n'eut lieu pendant le reste du XIXe siècle. De 1818 à 1939, Pillau fait partie de l'arrondissement de Fischhausen dans la province de Prusse-Orientale. Le phare fut élevé jusqu'à une hauteur de 31,38 mètres et toute la forteresse fut mise à jour et reconstruite par les Prussiens en 1871.
Le 15 novembre 1901, le canal de Königsberg (de) fut ouvert entre Pillau et Königsberg. Construit pour le coût exorbitant de 13 millions de marks, le canal permettait aux navires d'un tirant d'eau maximum de 21 pieds de s'amarrer à côté de la ville ou de faire route vers la capitale de la province de Prusse-Orientale sans s'arrêter à Pillau. Cela porta un coup sévère à l'économie de la ville.
Au cours de la Seconde Guerre mondiale, Pillau abritait un centre de formation de la Kriegsmarine pour les équipages des U-boote (sous-marins).

### La ville soviétique puis russe

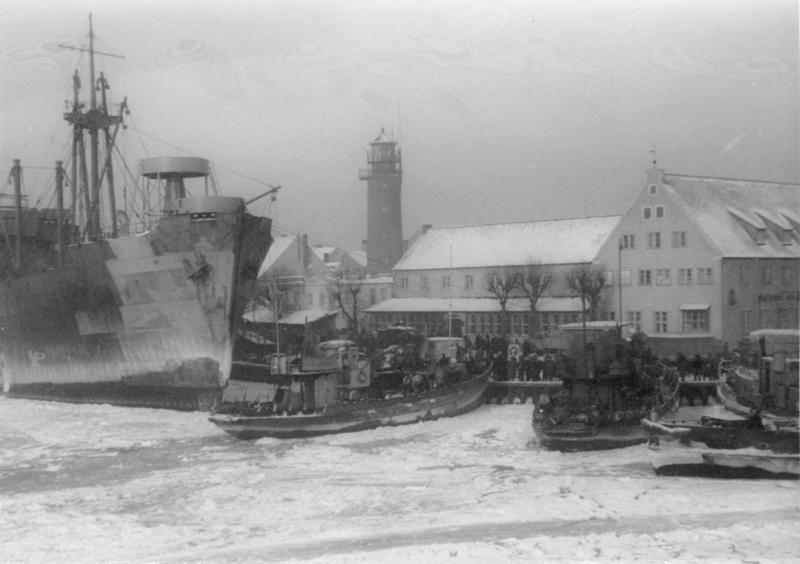
Évacuation de réfugiés en janvier 1945 guerre mondiale.

En 1945, l'Armée rouge entra en Prusse-Orientale et plus de 450 000 réfugiés furent déplacés de Pillau vers le centre et l'ouest de l'Allemagne.
Le 25 avril 1945, la ville est occupée par les troupes du Troisième front biélorusse du général Alexandre Vassilievski.
Après la guerre, cette partie de la Prusse-Orientale passe sous la souveraineté de l'Union soviétique, et les habitants allemands sont expulsés. Au cours de la campagne de russification, la ville est rebaptisée « Baltiïsk ».
En 1952, les autorités soviétiques inaugurent la base navale de la flotte de la mer Baltique à Baltiïsk. En conséquence, elle devient une ville fermée : l'accès en est interdit aux étrangers et aux personnes non autorisées. Pendant la guerre froide, elle était desservie par la base aérienne de Baltiïsk. Comme Kaliningrad, la ville est un des deux seuls ports russes de la mer Baltique, qui reste libre de glace toute l'année.

## Population
Recensements (*) ou estimations de la population
| 1782  | 1875  | 1890* | 1933  | 1939   |
| ----- | ----- | ----- | ----- | ------ |
| 1 300 | 3 196 | 3 303 | 7 577 | 10 980 |

| 1959*  | 1970*  | 1979*  | 1989*  | 2002*  |
| ------ | ------ | ------ | ------ | ------ |
| 17 378 | 20 300 | 23 568 | 27 100 | 33 252 |

| 2010*  | 2012   | 2013   | - | - |
| ------ | ------ | ------ | - | - |
| 32 670 | 32 899 | 32 778 | - | - |

## Patrimoine
La ville compte des bâtiments et sites historiques :
- La citadelle de Pillau, en forme de pentagone, fondée par les Suédois en 1626 et achevée par les Prussiens en 1670. Elle fut rénovée en 1870 et abrite aujourd'hui un musée naval.
- Les ruines du château de Lochstadt du XIIIe siècle.
- Un labyrinthe de fortifications navales du XIXe siècle.
- La cathédrale navale de Saint-Georges (1866).
- Le phare expressionniste haut de 32 mètres (1932).
- Le bâtiment néo-gothique du Musée de la flotte de la Baltique (1903).
- Un phare élégant, datant de 1813–16.
- Une croix de pierre, érigée en 1830 pour signaler le lieu supposé du martyre de saint Adalbert. Détruite par les Soviétiques, elle a été rétablie un millénaire après l'événement, en 1997.

## Galerie

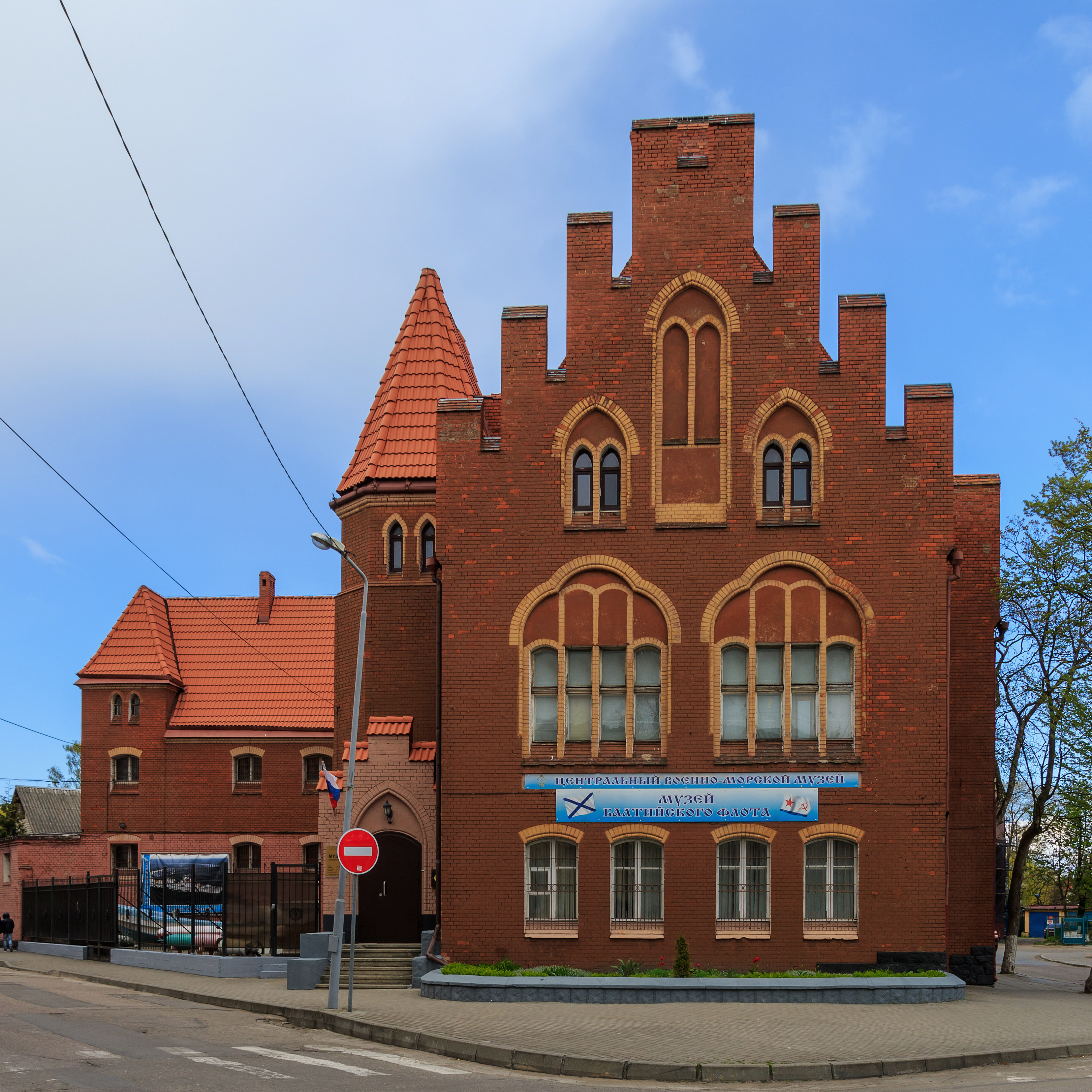
Le musée de la Flotte de la Baltique
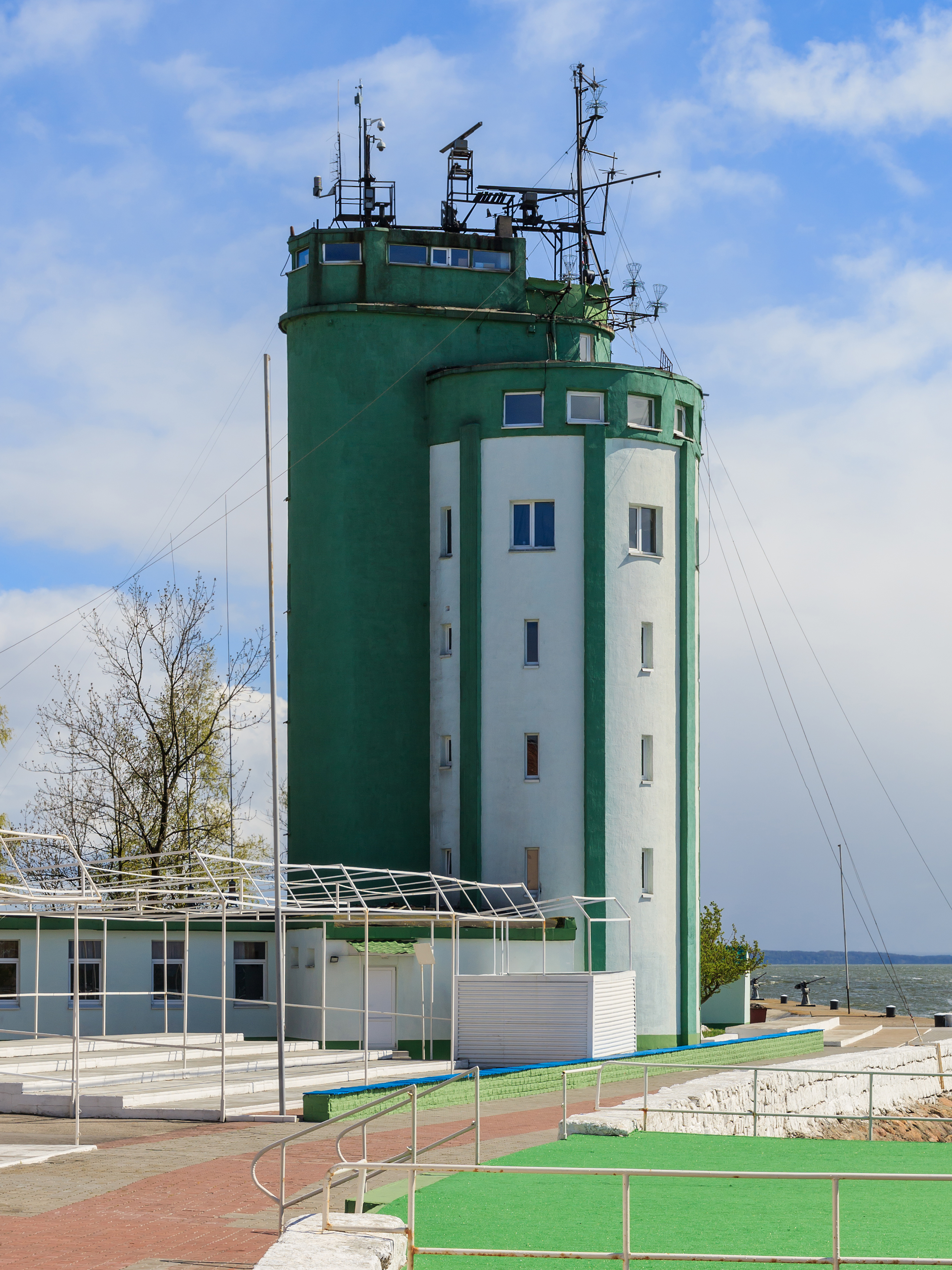
La tour de contrôle sur le détroit de Baltiïsk
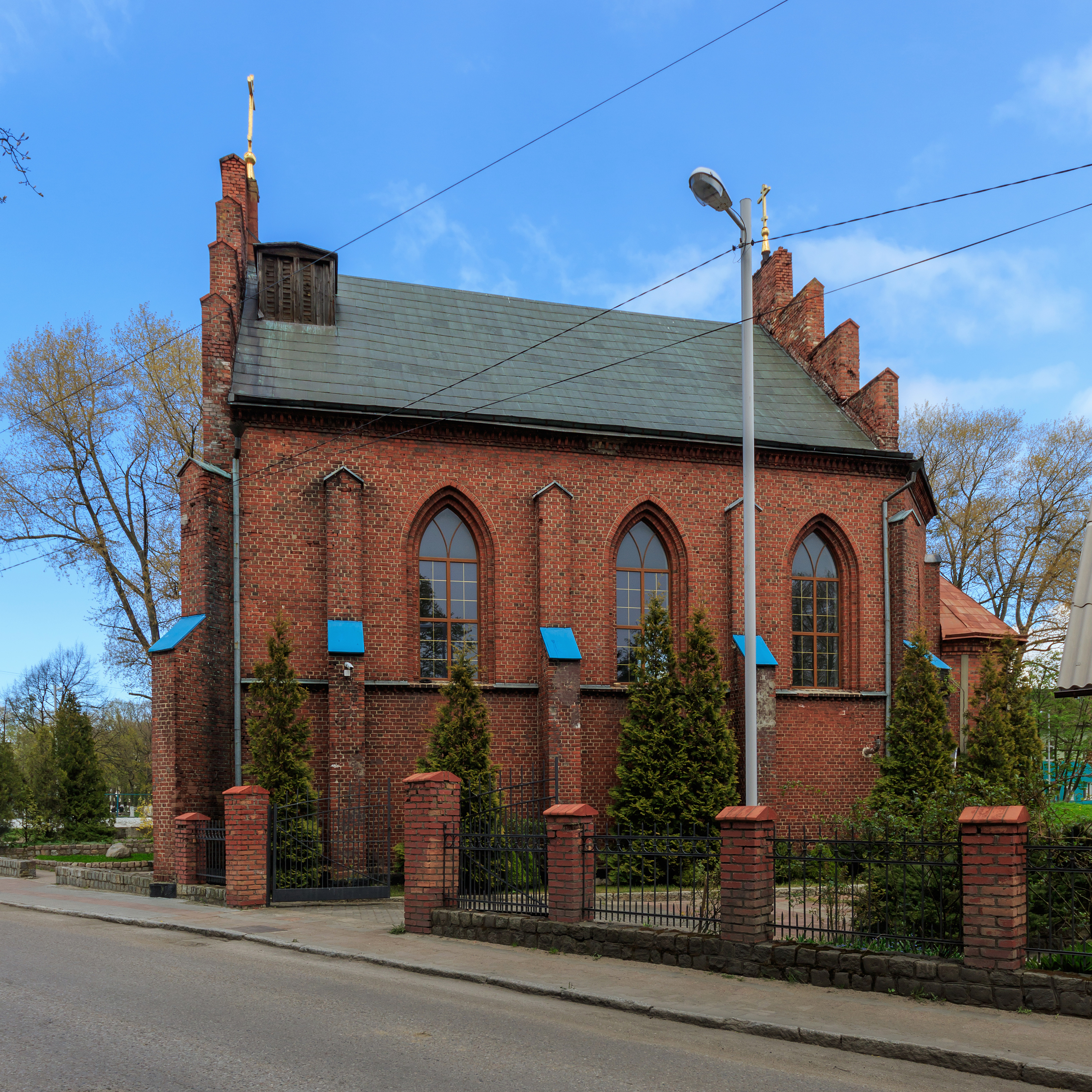
Ancienne église luthérienne devenue orthodoxe
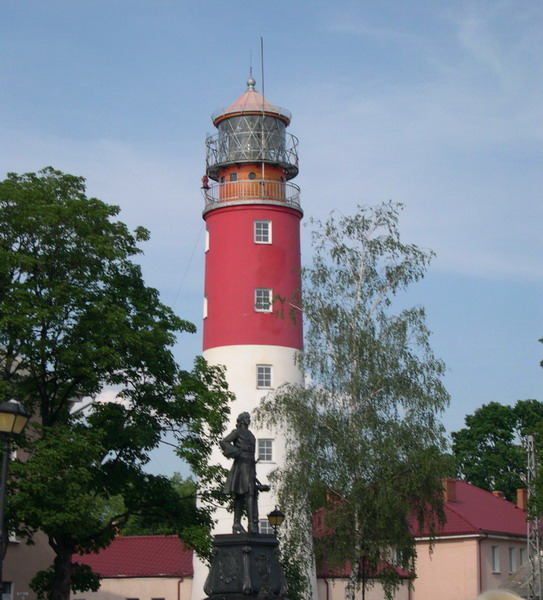
:Phare et statue de Pierre le Grand.

## Jumelages
- Elbląg (Pologne)
- Nysa (Pologne)
- Karlskrona (Suède)